# Gymnocalycium chiquitanum
Gymnocalycium chiquitanum är en kaktusväxtart som beskrevs av Martín Cárdenas Hermosa. Gymnocalycium chiquitanum ingår i släktet Gymnocalycium och familjen kaktusväxter. Inga underarter finns listade i Catalogue of Life.

## Bildgalleri

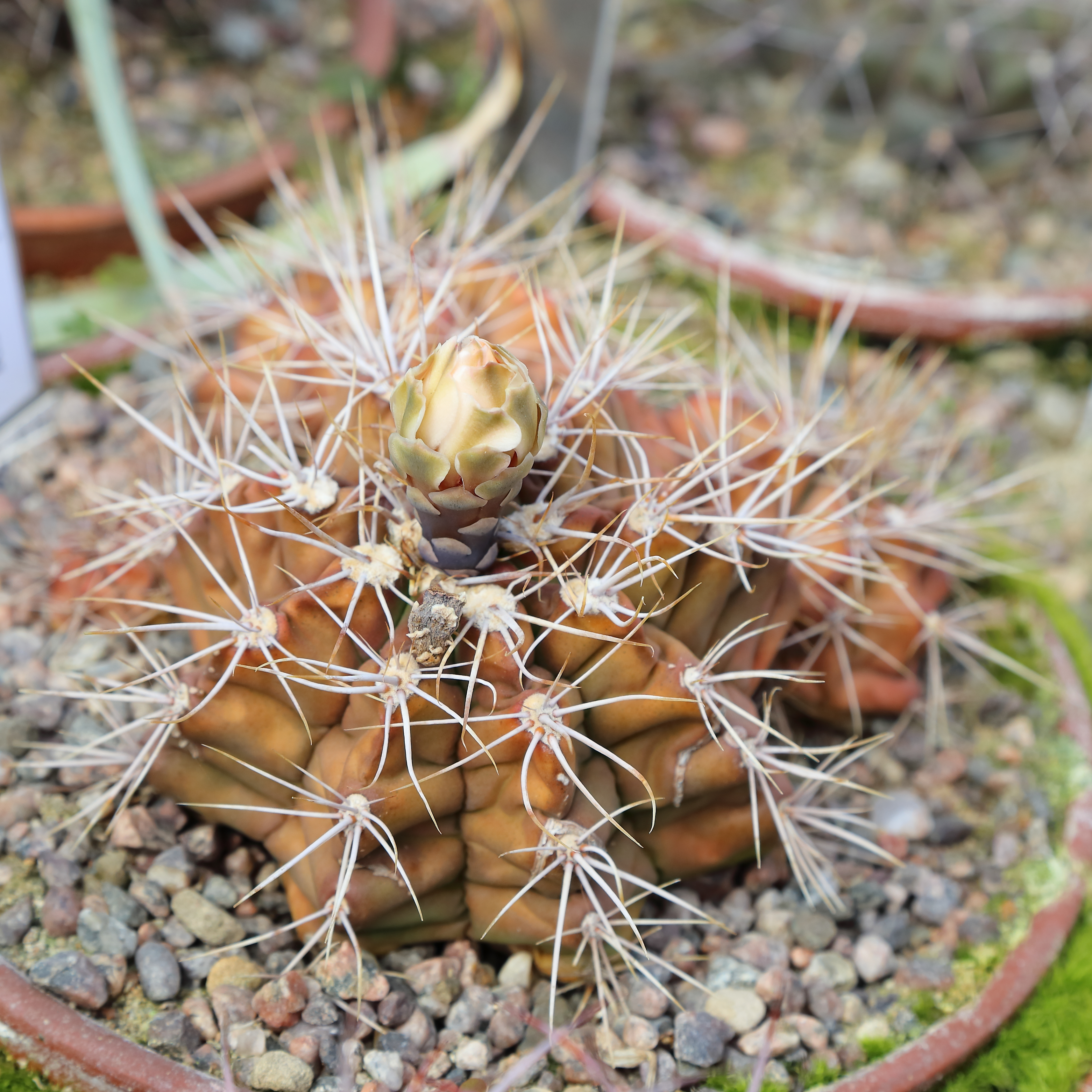
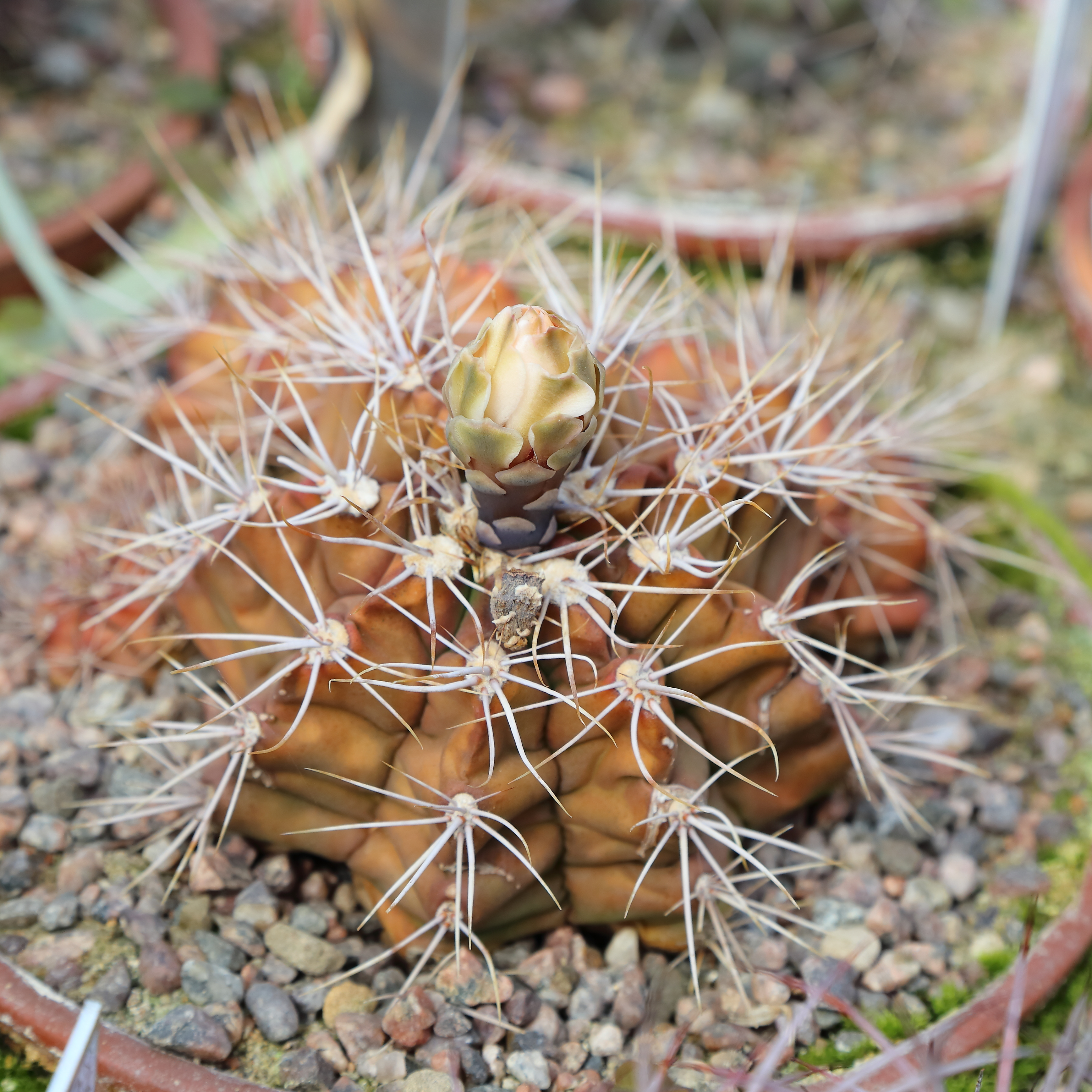
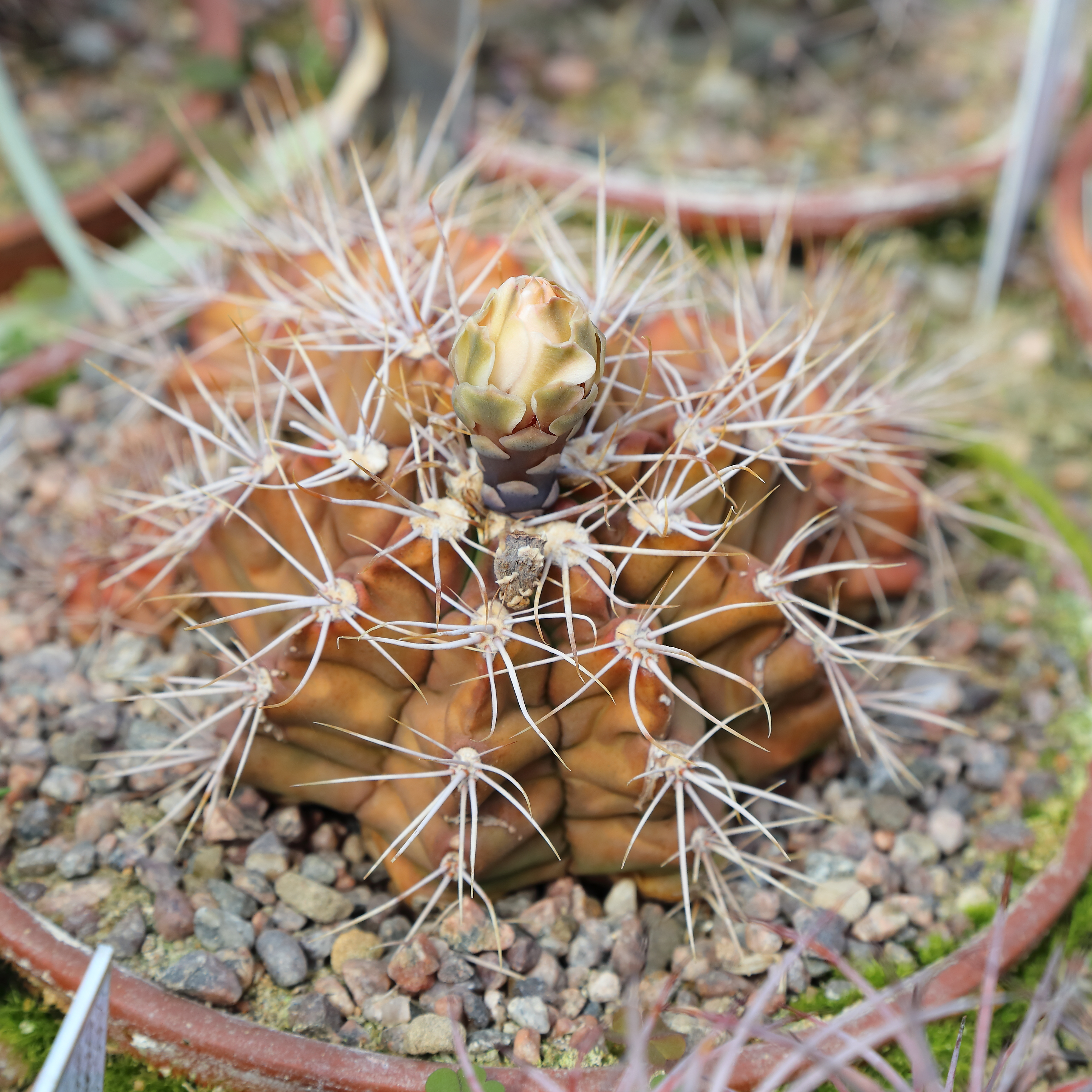
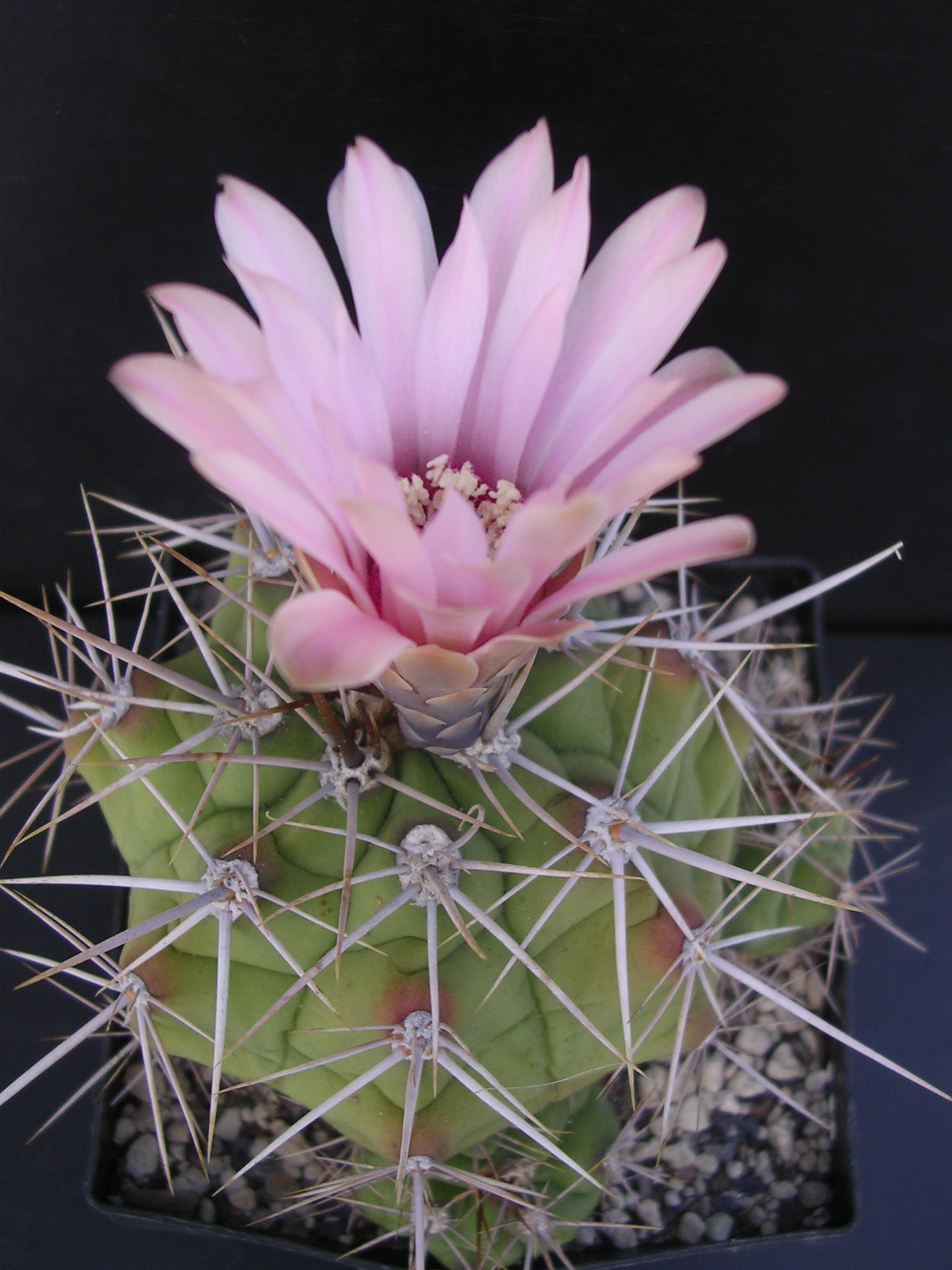